# M. Hoke Smith
Pour les articles homonymes, voir Michael Smith (homonymie) et Smith.
Michael Hoke Smith, dit M. Hoke Smith, né le 2 septembre 1855 à Newton (Caroline du Nord) et mort le 27 novembre 1931 à Atlanta (Géorgie), est un homme politique américain. Membre du Parti démocrate, il est secrétaire à l'Intérieur entre 1893 et 1896 dans la seconde administration du président Grover Cleveland, gouverneur de Géorgie entre 1907 et 1909 puis en 1911 et sénateur de Géorgie entre 1911 et 1921.